# عروسی (فیلم ۲۰۱۸)
عروسی (انگلیسی: The Wedding) یک فیلم به کارگردانی سام عباس با بازی نیکول بوشهری، سام عباس، هری آسپین وال، جیمز پنفولد و هند ایوب محصول سال ۲۰۱۸ است.

## بازیگران
- نیکل بوشهری در نقش سارا
- سام عباس در نقش رامی
- هری آسپین وال در نقش لی
- جیمز پنفولد در نقش تام
- هند ایوب در نقش ابیر

## تولید
در اوت ۲۰۱۷ اعلام شد نیکول بوشهری، سام عباس، هری آسپین وال، جیمز پنفولد و اسند ایوب به بازیگران این فیلم پیوستند و سام عباس کارگردانی فیلم را بر اساس فیلمنامه‌ای از خود برعهده داشته‌است. نیل کومار، کیسی هارتنت، عباس و کایلی جانسون تهیه کنندگی را بر عهده خواهند داشت. The Wedding در جشنواره فیلم برلین به عنوان اولین عنوان فیلم ArabQ اعلام شد.

## انتشار تریلر
این تریلر به‌طور انحصاری از طریق هالیوود ریپورتر در ۲۵ اوت ۲۰۱۸ منتشر شد. بلافاصله هاف‌پست فیلم را به عنوان «فیلم عجیب و غریبی که می‌تواند در خاورمیانه موج بزند» اعلام کرد.

## انتشار
این فیلم در اوت ۲۰۱۸ یک نمایش مخفیانه در مصر داشت. قرار است در نوامبر ۲۰۱۸ در سراسر خاورمیانه و ایالات متحده اکران شود.

## بازخورد
پس از انتشار تریلر، راسیف، یک روزنامه مصری نوشت: «فیلمی که در سینماها سروصدا به پا خواهد کرد».